# 1356

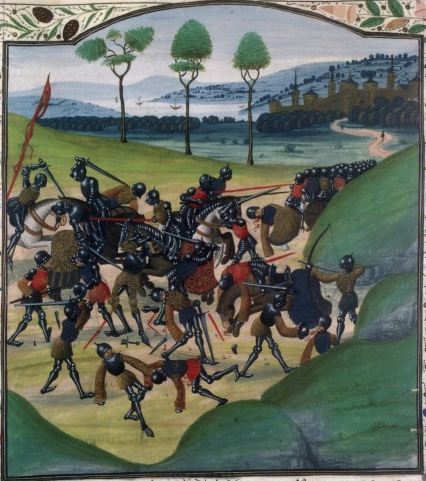
Slag bij Poitiers

Het jaar 1356 is het 56e jaar in de 14e eeuw volgens de christelijke jaartelling en is volgens de juliaanse kalender een schrikkeljaar.

## Gebeurtenissen
januari
- 3 - Blijde Inkomst van Johanna van Brabant en Wenceslaus I van Luxemburg als hertogin en hertog van Brabant. In een charter worden diverse rechten van de Brabantse steden vastgelegd.
- 10 - In het Heilige Roomse Rijk wordt de Gouden Bul uitgevaardigd, een soort kieswet, waarin onder meer wordt vastgelegd welke vorsten de waardigheid van keurvorst hebben en hoe de verkiezing dient plaats te vinden.
- 27 januari - Enkhuizen ontvangt stadsrechten van graaf Willem V van Holland.

maart
- 14 maart - Slag bij Soest tussen Holland en Utrecht.
- 27 - Hoorn ontvangt stadsrechten van graaf Willem V.
- 27 - Hertog Reinoud III van Gelre geeft vergunning om het Veluwse kustgebied tussen Nijkerk en Putten te bedijken. Zo ontstaat in de volgende jaren de Polder Arkemheen.

juni
- 22 - Opnieuw wordt een bestand overeengekomen in de Gelderse Broederstrijd. Daarin krijgt Eduard van Gelre het bewind over het hertogdom en Reinoud III het vruchtgebruik van enige gebieden.
- 30 - Vredesverdrag tussen Holland en Utrecht. Willem V van Holland accepteert dat het Gooiland met Eemnes aan Utrecht behoort.

juli
- 19 - Rudolf IV van Oostenrijk trouwt met Catharina van Bohemen.

augustus
- 17 - Slag bij Scheut: Lodewijk van Male verslaat Brabant en de Brusselaars in de Brabantse Successieoorlog. Brussel valt in Vlaamse handen.

september
- 19 - Slag bij Poitiers (Slag van Maupertuis): Grote overwinning van de Engelsen, onder leiding van de Zwarte Prins tegen de Fransen in de Honderdjarige Oorlog. Koning Jan II van Frankrijk wordt gevangengenomen.
- september - Lodewijk van Tarente en Johanna I van Napels worden als nieuwe vorsten van Sicilië ontvangen in Messina.

oktober
- 3 - Begin van het Beleg van Rennes door Hendrik van Grosmont
- 18 - Aardbeving van Bazel: Grootste aardbeving in Centraal-Europa in historische tijd. De stad Bazel wordt volledig verwoest.
- 24 - Een groep Brusselaars onder Everaard t'Serclaes verjaagt de Vlamingen uit de stad.

december
- 25 - Hoofdstukken 24 tot 31 worden aan de Gouden Bul toegevoegd.
- 25 - De heerlijkheid Valkenburg wordt verheven tot graafschap. Willem VI van Gulik wordt bevestigd als graaf (voorheen heer) van Valkenburg.

zonder datum
- De Burcht Adolfseck wordt gebouwd door Adolf I van Nassau-Wiesbaden-Idstein.
- In Lübeck vindt de eerste Hanzedag plaats. Dit geldt als oprichtingsdatum van de Hanze.
- Zeta wordt de facto onafhankelijk onder Balša I.
- Tsaar Ivan Alexander van Bulgarije maakt van Vidin een afzonderlijke stadstaat onder zijn zoon Ivan Stratsimir.
- De Thracische Chersonesos wordt het eerste deel van Europa dat in handen van de Ottomanen valt.
- Het graafschap Gulik wordt verheven tot hertogdom, zie hertogdom Gulik.
- Koprivnica wordt een vrije stad.
- Woudrichem ontvangt stadsrechten van Willem V van Horne.
- De Vlaamse graaf Lodewijk van Male benoemt Jacob Buuc tot "admiraal van de vlote" met de opdracht om Antwerpen te veroveren.
- oudst bekende vermelding: Reek

## Opvolging
- Brienne en (titulair) Athene - Wouter VI opgevolgd door zijn neef Zeger II van Edingen
- Henegouwen - Margaretha II opgevolgd door haar zoon Willem V van Holland
- Opole - Bolko II opgevolgd door zijn zoons Wladislaus II en Bolko III
- Saksen-Bergedorf-Mölln - Johan III opgevolgd door zijn broer Albrecht V
- Saksen-Wittenberg - Rudolf I opgevolgd door zijn zoon Rudolf II
- Venetië - Giovanni Gradenigo opgevolgd door Giovanni Dolfin

## Afbeeldingen

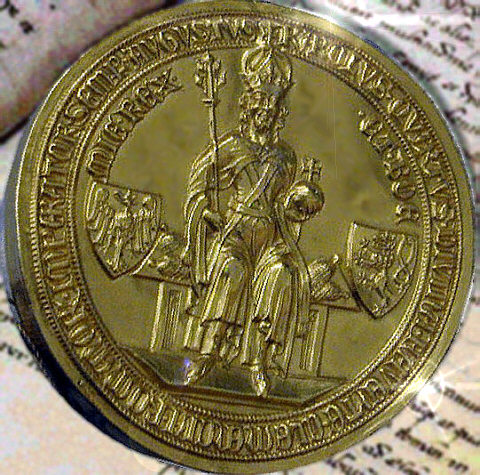
Zegel van de Gouden Bul van Karel IV
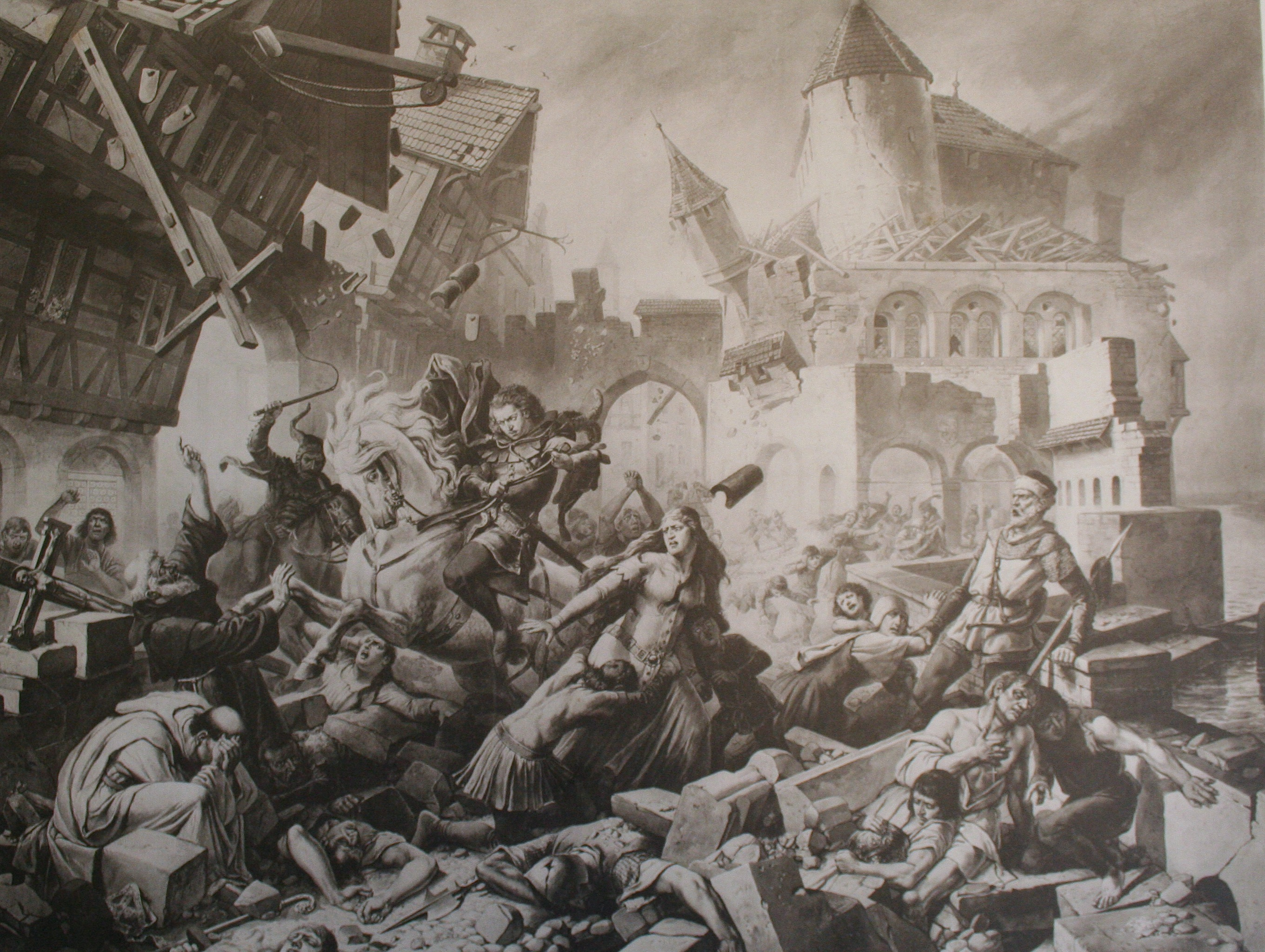
Aardbeving van Bazel

## Geboren
- Dragpa Changchub, koning van Tibet (1364-1371)
- Jahangir, kroonprins der Timoeriden

## Overleden
- 11 maart - Jan van Beaumont (~67), Hollands edelman
- 12 maart - Rudolf I (~71), hertog van Saksen-Wittenberg (1298-1356)
- 21 juni - Bolko II van Opole, Silezisch edelman
- 23 juni - Margaretha II, gravin van Henegouwen (1345-1356) en Holland (1345-1354), echtgenote van Lodewijk de Beier
- 4 juli - Johanna van Horne, Hollands edelvrouw
- 19 september - Geoffroy de Charny, Frans ridder
- 19 september - Jean de Clermont, maarschalk van Frankrijk
- 19 september - Wouter VI van Brienne, Frans edelman
- Gijsbert V van Bronckhorst, Gelders edelman
- Jan van Wijnvliet (~44), Brabants edelman
- Johan III van Saksen-Lauenburg, Duits edelman
- Sophia van Brandenburg, Duits edelvrouw
- Willem IV van Boxtel, Brabants edelman
- Lippo Memmi, Italiaans schilder (jaartal bij benadering)